# コシウ
コシウ（ウクライナ語: Косів、英語：Kosiv）は、ウクライナのイヴァーノ＝フランキーウシク州にある都市。コシウ地区の行政中心であり、グツル地方の商業・文化の中心地である。コシウ市コミュニティの中心都市であり、2001年のウクライナ閣僚会議決議により「歴史的都市」に指定された。2004年には「コシウ温泉都市」の地位を獲得した。
コシウは、コシウの彩色陶器（2019年にユネスコ無形文化遺産に登録）やグツル織物で知られ、観光地としてカルパティア山脈の自然とグツル文化を活かしている。

## 地理
コシウはカルパティア山脈のふもとに位置し、プルト川の支流であるリュブニツャ川の谷間に広がる。周辺の山々は混交林に覆われている。州都イヴァーノ＝フランキーウシクまで101km、最寄りの鉄道駅ヴィジュニツャ駅まで12kmである。

## 気候
コシウの気候は大陸性で、冬は寒冷（1月平均-7.7℃）、夏は温暖（7月平均22.5℃）である。年間降水量は約952mmで、夏（6–7月）にピークを迎える。以下は月ごとの気温と降水量を示す。

## 歴史

### ポーランド・リトアニア共和国
コシウの最古の記録は1424年で、リトアニア大公スヴィドリガイロが「マクシム・ヴラド・ドラゴシノヴィチ」に村を贈与したことに遡る。16世紀後半、塩鉱床の価値から都市化が進み、スニャティン県の一部として王領に属した。1560年頃、県知事ゲンチンスキーが塩鉱近くにリキウ（Rików）町を建設したが、ユーリー・ヤズロヴェツキーの攻撃で破壊された。1579年の税務記録で「コシウ町」（Koszow, oppidum）として再建され、ミハウ・ヤズロヴェツキーの私領となった。
1621年と1624年にオスマン帝国やタタールによる襲撃で壊滅したが、塩生産と果樹栽培で復興。ユダヤ人コミュニティが商業や租税徴収で活躍し、市中心部に居住した。18世紀にはオプリシュキ（山賊）の襲撃が頻発し、オレクサ・ドヴブシュ（1740年頃）や他の指導者が活動した。

### オーストリア帝国
1772年の第一次ポーランド分割後、コシウはオーストリア帝国に編入。塩鉱は国有化され、行政的にはスタニスラウ（現：イヴァーノ＝フランキーウシク）やコロムィーヤを経てコシウ県の中心となった。1867年の自治強化で県都に指定され、織物（1850年創設の織物組合）、陶器、絨毯製作が発展。19世紀末には温泉観光が成長し、年間3,000人の観光客が訪れた。
ウクライナ民族運動も活発化し、ミハイロ・パヴリク（ウクライナ急進党創設者）やプロスヴィータが活動。1914年にはタラス・シェフチェンコ記念碑が建立された。

### 第一次世界大戦と西ウクライナ人民共和国
1914年、ウクライナ射手隊がコシウで結成され、オーストリア側で参戦。1914–1915年と1916–1917年にロシア帝国軍が占領し、略奪が続いた。1918年11月、西ウクライナ人民共和国が成立したが、1919年5月にルーマニア軍、続いてポーランドに併合され、スタニスラウ県の一部となった。

### 戦間期
ポーランド第二共和国下で絨毯や織物産業が発展。観光客はパルクやペンションを利用し、グツル文化が観光資源に。ウクライナ団体（プロスヴィータ、シーチ）やユダヤ団体（マッカビ）が活動。1934年、モスクァリウカ村の併合で市域が拡大。

### ソビエト時代
1939年9月、ソビエト連邦が占領し、企業や商店が国有化。1940年、反体制派18人が逮捕・処刑された。1941年7月、ドイツの同盟国ハンガリーが占領し、略奪が続いた。8月、ナチス・ドイツが支配し、ユダヤ人コミュニティ（1941年10月虐殺、コロムィーヤ・ゲットー送致）が壊滅。1943年、ウクライナ蜂起軍（UPA）が抵抗を開始。
1944年3月、赤軍が奪還したが、戦闘で市は壊滅。戦後は観光が停滞し、グツル工芸（グツルシチナ組合）が優先された。1969年、ウクライナ初のハードロックバンド「グツリ」が結成。

### ウクライナ独立後
1991年のウクライナ独立後、グツル文化の復興と観光振興が進められた。2004年、コシウは緑地面積（1人当たり65.2m²、国際基準20m²以上）でウクライナ上位8都市にランクイン。2019年、コシウ陶器がユネスコ無形文化遺産に登録され、観光地としての地位が高まった。

## 人口

### 人口動態
2023年1月1日時点の人口は約9,000人（推計）。人口密度は743人/km²。以下は1959年以降の人口推移である。

### 民族構成
2001年国勢調査に基づく民族構成は以下の通り：
| 民族          | 割合   |
| ------------- | ------ |
| ウクライナ人  | 96.98% |
| ロシア人      | 1.79%  |
| ポーランド人  | 0.82%  |
| その他/未回答 | 0.41%  |
| 合計          | 100%   |

### 言語
2001年国勢調査に基づく母語の分布は以下の通り：
| 言語          | 人数  | 割合   |
| ------------- | ----- | ------ |
| ウクライナ語  | 8,132 | 98.24% |
| ロシア語      | 119   | 1.44%  |
| ポーランド語  | 10    | 0.12%  |
| ベラルーシ語  | 5     | 0.06%  |
| ルーマニア語  | 4     | 0.05%  |
| ユダヤ語      | 1     | 0.01%  |
| その他/未回答 | 7     | 0.08%  |
| 合計          | 8,278 | 100%   |

## 文化

### コシウ陶器
コシウ陶器は、独特の彩色装飾で知られ、食器、玩具、装飾タイル、暖炉タイルなどを生産。2019年12月、ユネスコ無形文化遺産に登録され、グツル文化の象徴として国際的に評価されている。オレクサ・バフマチュクら伝統工芸師が発展に貢献。

### グツル織物
コシウは、グツルの手織り布（キリム、ベッドカバー、ベルト）で有名。20世紀後半、グツルシチナ組合や工芸工場が生産を拡大。金黄色を基調に青、緑、紫、白の横縞模様が特徴。手工芸技術（シャトル織、絨毯織）が用いられる。

## 観光名所

### 聖ヴァシリイ大聖堂
グツルの木造教会である聖ヴァシリイ大聖堂は、1895年にイヴァン・ハラシムユクにより建設され、1900年に奉献された。十字型の構造に八角形のドームとタマネギ型の小塔が特徴。1963年より宗教施設としての使用が禁止され、1969年にグツル民芸博物館に転用。2009年6月19日の火災で焼失したが、2011年6月19日に再建・再奉献された。

### その他の名所
- 市庁舎と地区行政ビル：独立広場に位置し、グツル様式の装飾が施された。
- タナウシキーの家：歴史的建築で、グツル文化の展示を行う。
- オストリー山展望台：標高584mからのパノラマが観光客に人気。

## 著名人
- オレクサ・バフマチュク（ウクライナ語版）：コシウ陶器の著名な工芸師。
- ミハイロ・パヴリク（ウクライナ語版）：ウクライナ急進党創設者、グツル文化の啓蒙家。
- ナタルカ・アンドルシウ（ウクライナ語版）：ウクライナのオペラ歌手。
- ボフダン・ユシプチュク（ウクライナ語版）：俳優、「ミスター・ウクライナ2014」受賞者。
- ヤロスラヴァ・ポグレベンニク（ウクライナ語版）：文学者、言語学者。

（完全なリストはコシウ出身の著名人を参照）

## ギャラリー

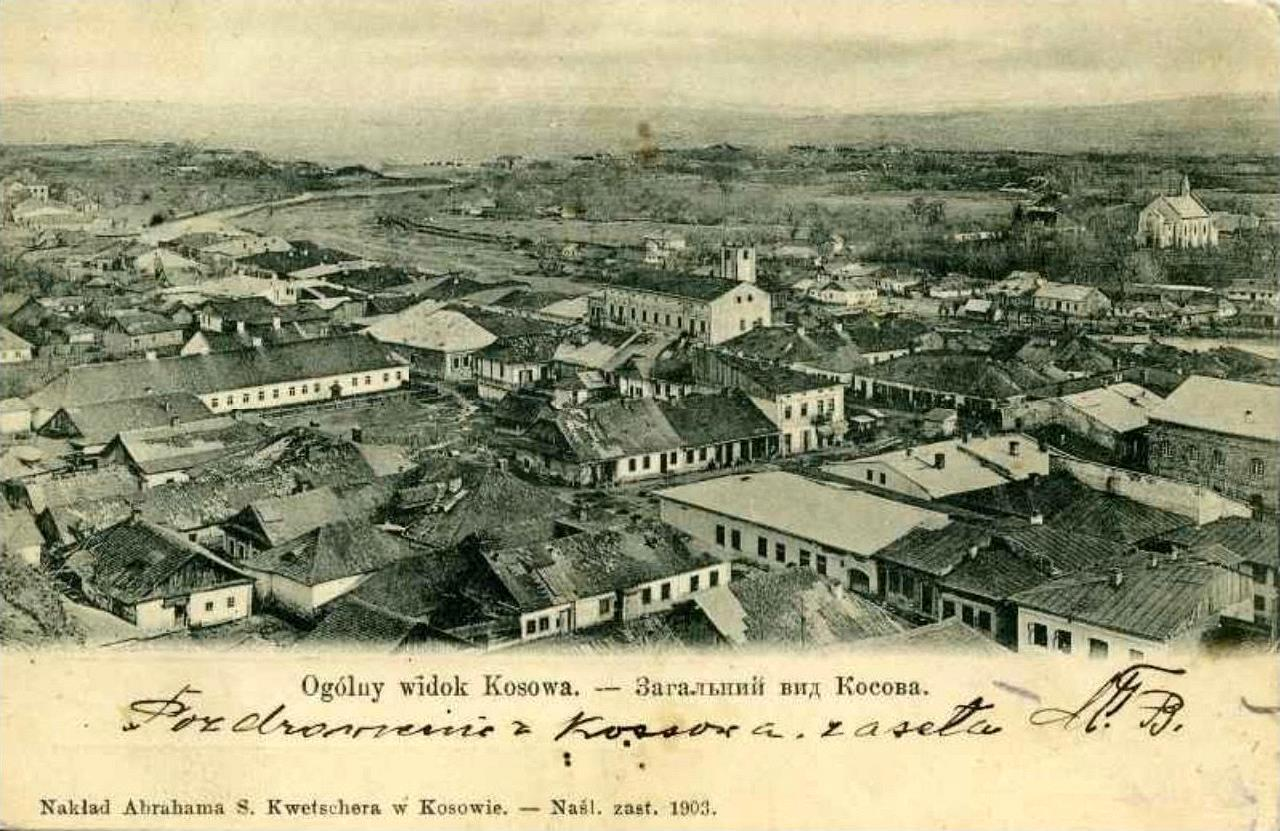
1903年のコシウ全景
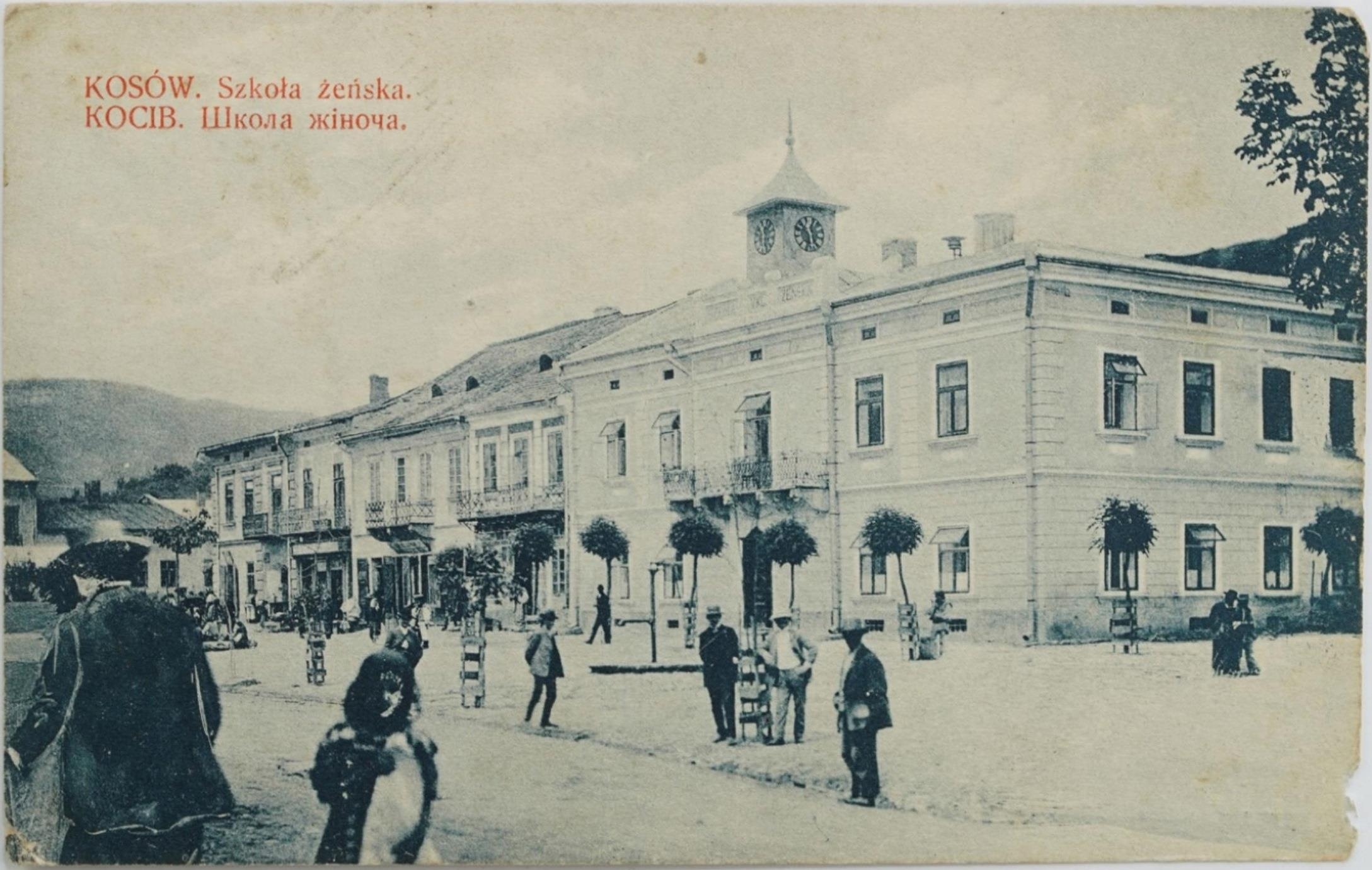
1906年の女子学校
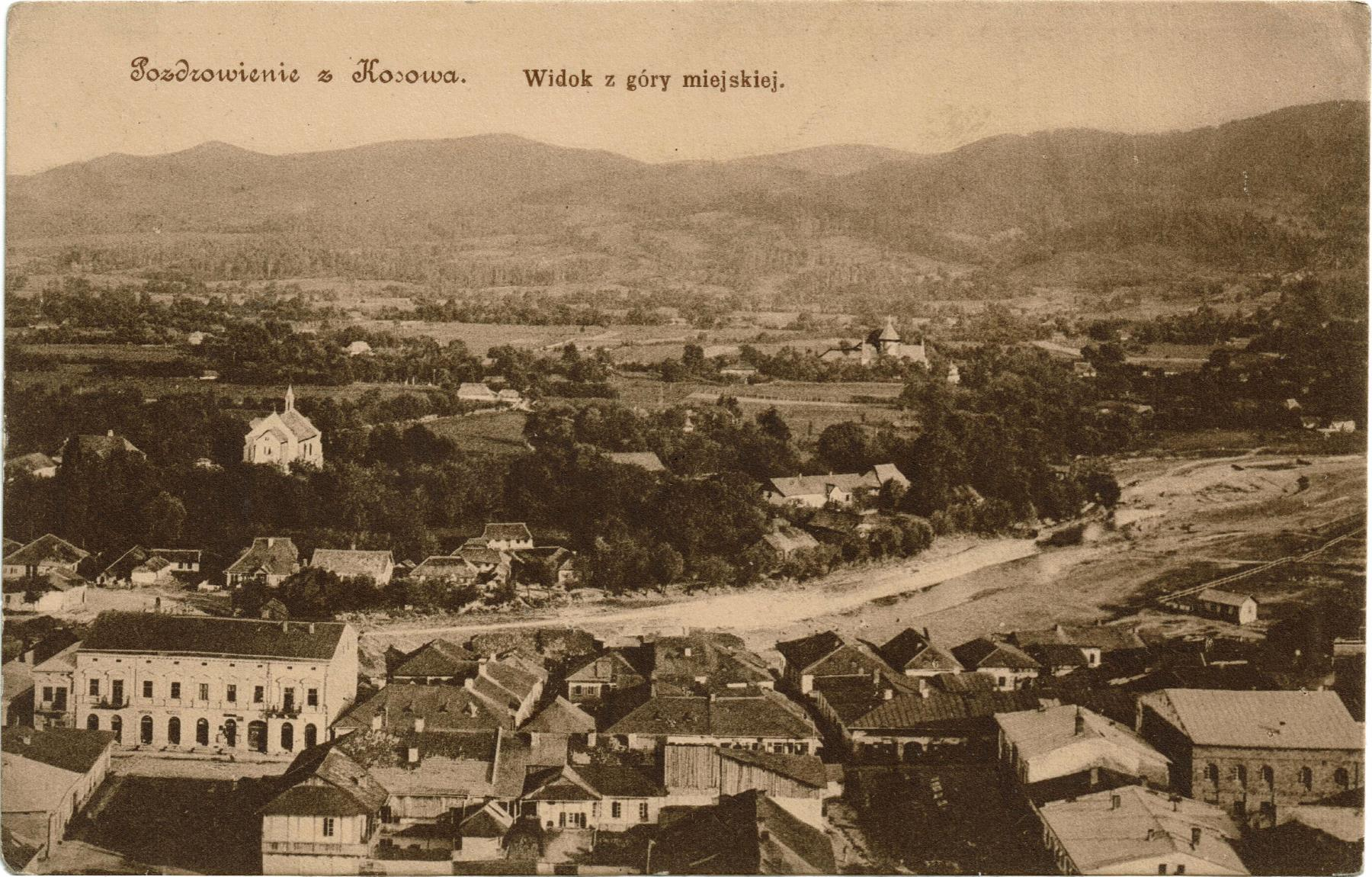
1910年のシナゴーグと市街
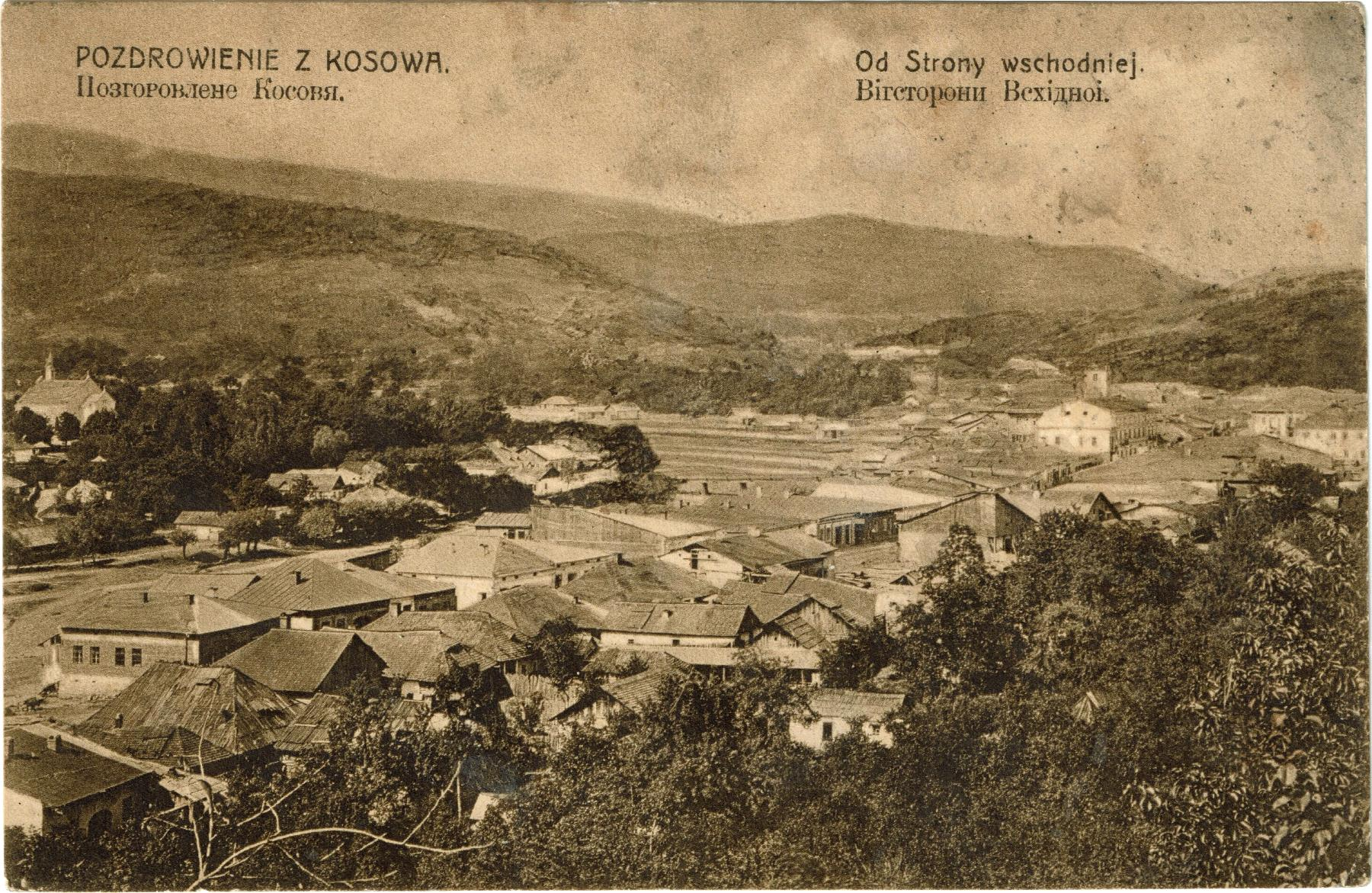
1915年のコシウ